# Косых, Анатолий Владимирович
Анатолий Владимирович Косых (9 января 1956 - 22 августа 2024) — российский учёный в области радиотехники и диагностики, ректор ОмГТУ (2015—2020), доктор технических наук, профессор (2013).
Родился и вырос в Омске, там же в 1978 году окончил политехнический институт (ОмПИ, с 1993 г. ОмГТУ) по специальности «Конструирование и производство радиоаппаратуры». Был оставлен на кафедре «Радиотехнические устройства и системы диагностики», где работал инженером научно-исследовательского сектора, младшим научным сотрудником, ассистентом, старшим преподавателем, доцентом. В 1984 году присвоена степень кандидата технических наук. В 1986 году присвоено звание доцента.
В 2006 году защитил докторскую диссертацию:
- Источники высокостабильных колебаний на основе кварцевых генераторов с цифровой термокомпенсацией : диссертация … доктора технических наук : 05.12.04. — Омск, 2006. — 506 с.: ил.

С августа 2006 года — проректор по научной работе. Одновременно с 2007 года — заведующий кафедрой «Радиотехнические устройства и системы диагностики». С октября 2012 года первый проректор — проректор по научной работе. В 2013 году присвоено звание профессора.
С июля 2015 по июль 2020 года ректор ОмГТУ. В 2020 году вернулся на должность заведующего кафедрой «Радиотехнические устройства и системы диагностики».
Почётный работник высшего профессионального образования Российской Федерации.
Скоропостижно умер 22 августа 2024 года.
Сочинения:
- Микроэлектромеханические системы [Электронный ресурс] : учебное текстовое электронное издание локального распространения / А. В. Косых, А. Н. Лепетаев, А. И. Одинец ; Минобрнауки России, Федеральное государственное бюджетное образовательное учреждение высшего образования «Омский государственный технический университет». — Омск : ОмГТУ, 2016. — 1 электрон. опт. диск (СD-ROM); 12 см; ISBN 978-5-8149-2355-4
- Применение МЭМС в радиотехнических устройствах [Электронный ресурс] : учебное текстовое электронное издание локального распространения / А. В. Косых, А. Н. Лепетаев, А. И. Одинец ; Минобрнауки России, Федеральное гос. бюджетное образовательное учреждение высш. проф. образования «Омский гос. технический ун-т». — Омск : Изд-во ОмГТУ, 2015. — 1 электрон. опт. диск (CD-ROM) : ил.; 12 см; ISBN 978-5-8149-1929-8
- МЭМС: резонаторы и генераторы [Электронный ресурс] : учебное текстовое электронное издание локального распространения / А. В. Косых, А. Н. Лепетаев, А. И. Одинец ; Минобрнауки России, Федеральное гос. бюджетное образовательное учреждение высш. проф. образования «Омский гос. технический ун-т». — Омск : ОмГТУ, 2015. — 1 электрон. опт. диск (CD-ROM); 12 см; ISBN 978-5-8149-2048-5
- Кварцевые резонаторы и генераторы [Текст] : учебное пособие / И. В. Хоменко, А. В. Косых ; Минобрнауки России, Федеральное государственное бюджетное образовательное учреждение высшего образования «Омский государственный технический университет». — Омск : Издательство ОмГТУ, 2018. — 157 с. : ил., табл.; 21 см; ISBN 978-5-8149-2583-1
- Расчет и моделирование физических полей с использованием программы FlexPDE [Текст] : учебное пособие / А. Н. Лепетаев, А. В. Косых ; Минобрнауки России, Федеральное гос. бюджетное образовательное учреждение высш. проф. образования «Омский гос. технический ун-т». — Омск : ОмГТУ, 2013. — 134 с. : ил., табл.; 21 см; ISBN 978-5-8149-1519-1
- Языки программирования C++/Matlab [Электронный ресурс] : [лабораторный практикум] : учебное электронное издание локального распространения / Д. А. Титов, А. В. Косых, Е. А. Фадина ; Минобрнауки России, Омский гос. технический ун-т. — Омск : Изд-во ОмГТУ, 2013. — 1 электрон. опт. диск (CD-ROM) : ил.; 12 см.
- Цифровая обработка сигналов [Текст] : лабораторный практикум с элементами теории / Д. А. Титов, А. В. Косых, Д. Н. Клыпин ; Минобрнауки России, Федеральное гос. бюджетное образовательное учреждение высш. проф. образования «Омский гос. технический ун-т». — Омск : Изд-во ОмГТУ, 2013. — 115 с. : ил., табл.; 20 см; ISBN 978-5-8149-1511-5